# エイミー・ランデッカー
エイミー・ランデッカー（Amy Landecker、1969年9月30日 - ）は、アメリカ合衆国の女優。イリノイ州シカゴ出身。

## フィルモグラフィー

### 映画
- ハイスクール・ジャック 怒りの教室 Light It Up （1999年）
- 40オトコの恋愛事情 Dan in Real Life （2007年）
- シリアスマン A Serious Man （2009年）
- おとなの恋には嘘がある Enough Said （2013年）
- プロジェクト・アルマナック Project Almanac （2015年）
- マダム・メドラー おせっかいは幸せの始まり The Meddler （2015年）
- ザ・ボディガード The Hunter's Prayer （2017年）
- プロジェクト・パワー Project Power (2020年)
- search/#サーチ2 Missing (2023年)

### テレビ
- LAW & ORDER:性犯罪特捜班 Law & Order: Special Victims Unit （2003年 - 2005年）
- ロー&オーダー Law & Order （2008年）
- マッドメン Mad Men （2008年）
- ミディアム 霊能者アリソン・デュボア Medium （2009年）
- LAW & ORDER:犯罪心理捜査班 Law & Order: Criminal Intent （2010年）
- NCIS 〜ネイビー犯罪捜査班 NCIS （2011年）
- Dr.HOUSE House （2011年）
- ラリーのミッドライフ★クライシス Curb Your Enthusiasm （2011年）
- リベンジ Revenge （2011年 - 2014年）
- プライベート・プラクティス 迷えるオトナたち Private Practice （2012年）
- VEGAS/ベガス Vegas （2013年）
- スニーキー・ピート (2019年)
- Your Honor/追い詰められた判事 (2020-2023年)